# Francesc-Xavier Ciuraneta Aymí
Francesc-Xavier Ciuraneta Aymí (ur. 12 marca 1940 w La Palma d’Ebre, zm. 11 listopada 2020) – hiszpański duchowny rzymskokatolicki, w latach 1991–1999 biskup Minorki, w latach 1999–2007 biskup Lleidy.

## Życiorys
Święcenia kapłańskie przyjął 28 czerwca 1964. 12 czerwca 1991 został mianowany biskupem Minorki. Sakrę biskupią otrzymał 14 września 1991. 29 października 1999 objął rządy w diecezji Lleida. 8 marca 2007 zrezygnował z urzędu.